# Hannah Gharib
Hannah Gharib (* 1998 in Kempen) ist eine deutsche Schauspielerin.

## Leben
Hannah Gharib wuchs gemeinsam mit fünf Brüdern in Kempen auf.
Sie absolvierte ihre Schauspielausbildung von 2019 bis 2022 an der Internationalen Akademie für Filmschauspiel in Köln. Gharib wirkte als Schauspielerin vor der Kamera seit 2022 in mehreren Film-und-Fernsehproduktionen mit.
Gharib lebt in Berlin. Neben ihrer Muttersprache Deutsch spricht sie auch fließend Englisch, Französisch und Arabisch.

## Filmografie
- 2022: The Letter in the Sky
- 2023: Bettys Diagnose (Fernsehserie, Folge Es geht um die Wurst)
- 2024: Kroymann (Satiresendung, Folge Ist die noch gut?)
- 2024: SOKO Hamburg (Fernsehserie, Folge Diagnose Mord)
- 2024: Der Bergdoktor (Fernsehserie, Folge Schuld)
- 2024: Blackout bei Wellmanns
- 2024: Polizeiruf 110: Unsterblich
- 2024: Lena Lorenz: Benita und Muck (Fernsehreihe)
- 2024: Marie Brand: Marie Brand und die verfolgte Braut (Fernsehreihe)
- 2024: Wilsberg: Blut geleckt (Fernsehreihe)
- 2025: WaPo Duisburg (Fernsehserie, Folge Biersorbet)
- 2025: Tatort: Feuer